# Eriogonum scabrellum
Eriogonum scabrellum är en slideväxtart som beskrevs av James Lauritz Reveal. Eriogonum scabrellum ingår i släktet Eriogonum och familjen slideväxter. Inga underarter finns listade i Catalogue of Life.